# ハワイアン航空
ハワイアン航空（ハワイアンこうくう、Hawaiian Airlines）は、アメリカ合衆国・ハワイ州を拠点とする航空会社。アラスカ航空の子会社。

## 概要
ハワイ州ホノルルのダニエル・K・イノウエ国際空港をハブ空港とし、ハワイ州内の島間路線、ホノルル・カフルイ-アメリカ本土間の長距離国内線、ホノルルと太平洋地域を結ぶ国際線を運航している。
航空券の座席予約システム（CRS）はSABREを利用していたが、2023年4月からアマデウスを使用している。創業以来90年近くにわたって死亡事故を一度も起こしたことがない。

## 歴史
- 1929年1月30日、インターアイランド航空(Inter-Island Airways Ltd.)として設立された[3]。
- 1929年11月11日、シコルスキーS-38を使用して、定期便の運航を開始。
- 1941年、ハワイアン航空(Hawaiian Airlines)に社名改称。
- 1941年8月、DC-3を導入。
- 1942年、貨物輸送サービスを開始。
- 1952年、コンベア340を導入し、1959年には、コンベア440を導入。
- 1966年、初のジェット機となるダグラスDC-9-10を導入した。
- 1983年、マイレージサービス(Travel Plus)開始。
- 1984年、サモア・トンガへ、国際線初就航。
- 1985年 - ロッキード L-1011 トライスターを導入し、アメリカ本土に就航し、ロサンゼルス線を開設。他にも、サンフランシスコ、シアトル、ポートランド、ラスベガス、アンカレッジなど西海岸の主要都市に相次いで就航した。
- 1993年9月、連邦破産法第11章の適用を申請した。
- 2003年3月21日、2度目となる連邦倒産法第11章適用を申請した。
- 2007年7月24日、自社のボーイング767型機の重整備の委託契約を、ニュージーランド航空と締結した。
- 2007年8月、シアトル・シーホークスとパートナーシップを締結。
- 2008年3月、マニラへの直行便を就航、2008年5月1日にはオークランドへの運航を開始した[4][5]。
- 2010年11月18日、東京/羽田に就航した[6]。2011年1月12日には、ソウル/仁川への直行便に就航し、2011年7月12日、大阪にも就航するなど、東アジア路線を拡大した[7]。
- 2012年6月4日、アメリカ東海岸、ニューヨーク/JFK線就航[8]。
- 2014年3月11日、子会社オハナ('Ohana by Hawaiian)運航開始。
- 2017年5月1日、新ロゴと新塗装を発表した[9]。
- 2018年3月6日、10機のボーイング787-9を発注した[10]。
- 2021年5月27日、新型コロナウイルス流行の影響により2020年から休止していた子会社オハナ('Ohana by Hawaiian)ブランドを廃止、機体売却[11]。
- 2023年12月3日、ワンワールド加盟会社のアラスカ航空が、純債務9億ドル込みの約19億ドルにて買収することを発表[12]。ただし、両社のブランドは両立する。

## 保有機材

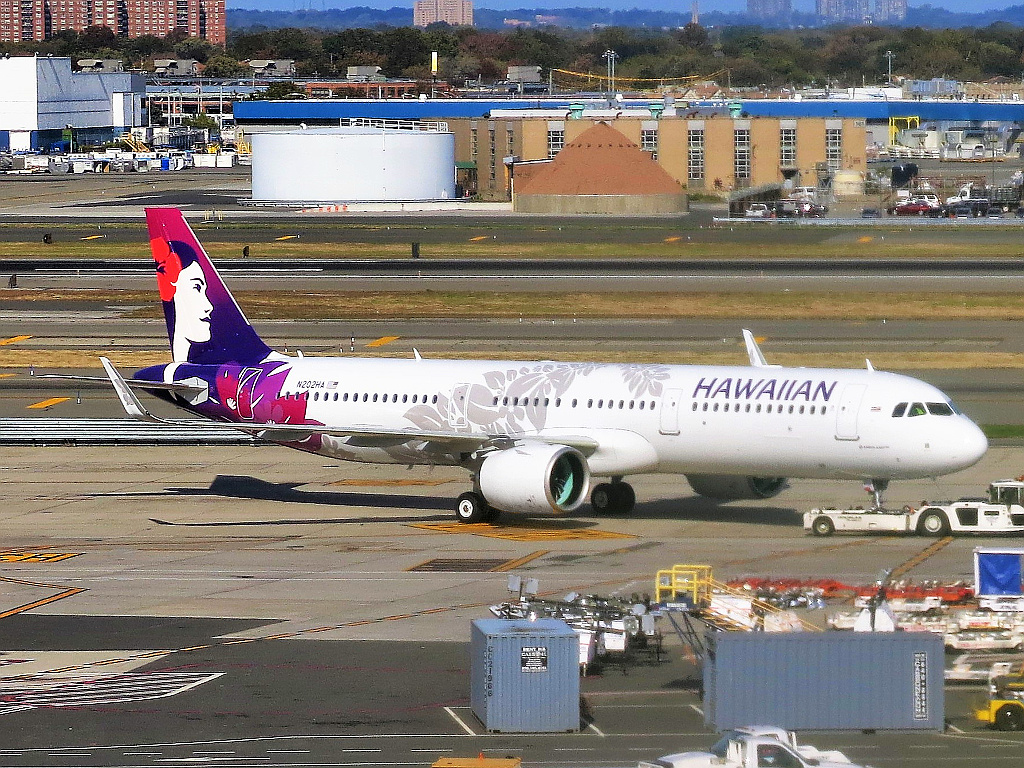
エアバスA321neo

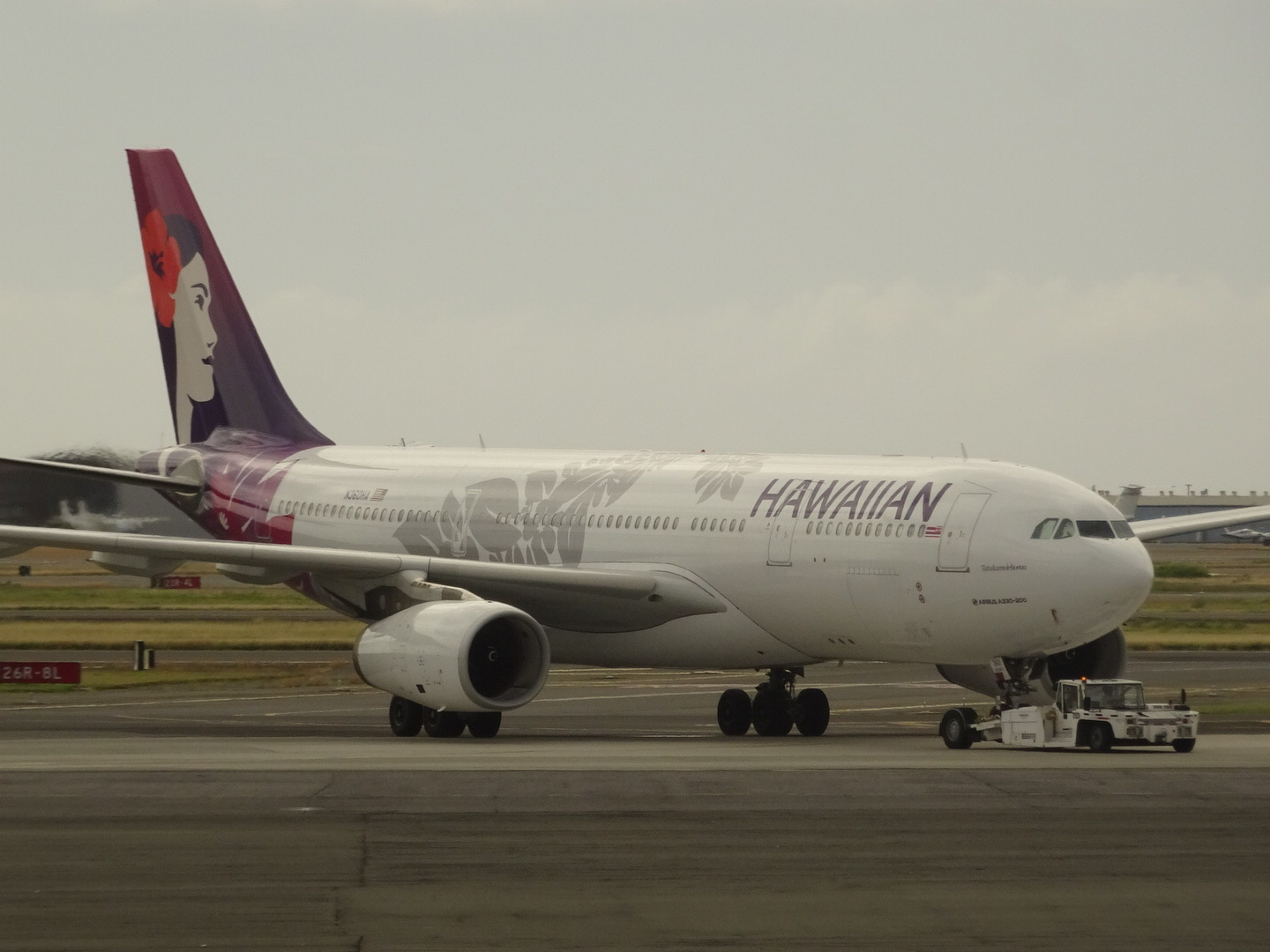
エアバスA330-200

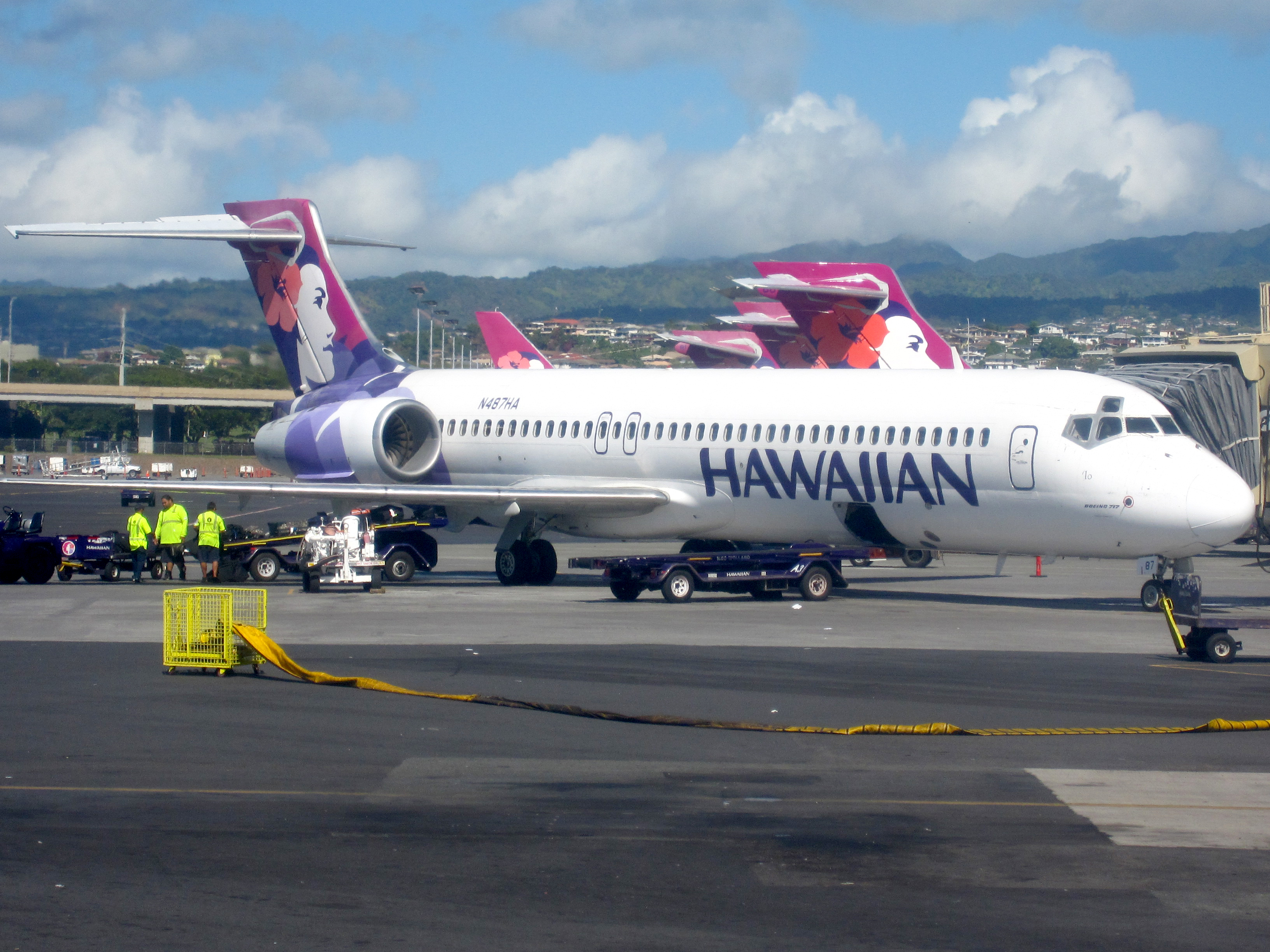
ボーイング717-200

ボーイング社で振り分けられるハワイアン航空向けの顧客番記号（カスタマーコード）はCBで767-3CBERとなっている。
- 全ての機体に名前がついていて、ボーイング717-200型機にはハワイやポリネシアに生息する鳥の名前、エアバスA330-200型機は星座や天体の名前、エアバスA321neoはハワイの樹木の名前が付けられている。[13]
- 2014年8月1日より、エアバスA330-200においてプレミアムエコノミークラス「エクストラ・コンフォート・シート」を導入予定[14]。座席数は従来のエコノミークラス内に40席配置[15]。2016年4-6月期（第2四半期）からは従来のプレミアムエコノミークラス「エクストラ・コンフォート・シート」を更に拡大し、ビジネスクラスにフルフラットを配備する機内へ変更を始め、新仕様機は全体席数が16席減の278席で、ビジネス18席、プレミアムエコノミー68席、エコノミー192席とプレミアムエコノミーの席数が28席増える配置になる[16]。
- 2008年にはエアバスA350-800を発注し2017年の導入予定していたが、エアバスA330-200とのサイズ競合からエアバス要請でA330-800neoに変更した[17]。しかし、A330-800neoの発注は少なく、2018年ボーイングから機種移行支援プログラムを活用した、競争入札プロセスの一環として787-9の提案を受け、A330-800neo6機の発注は取り消され、787-9を10機発注乗り替えをした[18]。
- 2017年5月1日に新塗装を発表[19]。先行してボーイング717の1機（機体番号：N488HA）を皮切りに、今後エアバスA321neoの導入を含めた新造機は新しい塗装で納入される。

- 2023年にAmazon委託による航空貨物輸送に参入予定でエティハド航空中古貨物改修機のエアバスA330P2F型機10機をリース導入し、Amazonハブ空港のシンシナティ・ノーザンケンタッキー国際空港基点に貨物便運航する計画[20]。

### 運用機材
| 機材                | 保有数 | 発注数 | 座席数 | 座席数 | 座席数 | 座席数 | 座席数 | 備考                                                          |
| 機材                | 保有数 | 発注数 | F      | P      | Y+     | Y      | 計     | 備考                                                          |
| ------------------- | ------ | ------ | ------ | ------ | ------ | ------ | ------ | ------------------------------------------------------------- |
| エアバスA321neo     | 18     | -      | 16     | -      | 44     | 129    | 189    | アメリカ西海岸路線用                                          |
| エアバスA330-200    | 24     | -      | 18     | -      | 68     | 192    | 278    | アメリカ本土・国際線用 プレミアムエコノミー付き仕様に改修予定 |
| エアバスA330-200    | 24     | -      | 未定   |        |        |        |        | アメリカ本土・国際線用 プレミアムエコノミー付き仕様に改修予定 |
| ボーイング717-200   | 19     | -      | 8      | -      | -      | 115    | 123    | ハワイ州内島間路線用                                          |
| ボーイング787-9     | 4      | 13     | 34     | -      | 79     | 187    | 300    | 3機のオプション付き グループ内で機材を共有                    |
| 貨物用機材          |        |        |        |        |        |        |        |                                                               |
| エアバスA330-300P2F | 10     | -      | 貨物   | 貨物   | 貨物   | 貨物   | 貨物   | アマゾン・エア向けに運航                                      |
| 総計                | 75     | 13     |        |        |        |        |        |                                                               |

### 退役機材

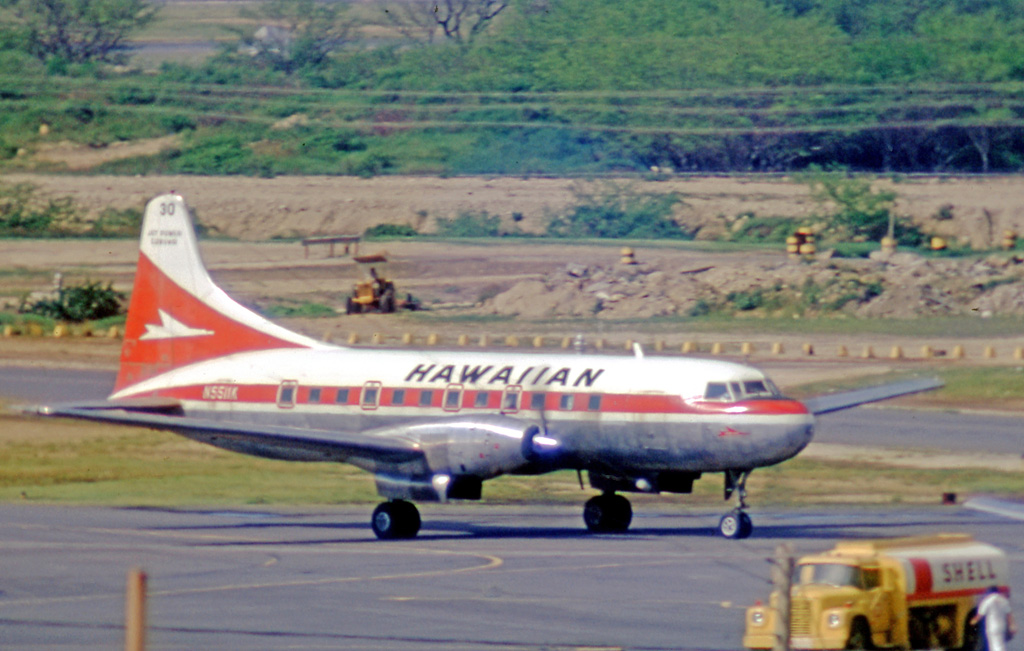
コンベア640（1971年）

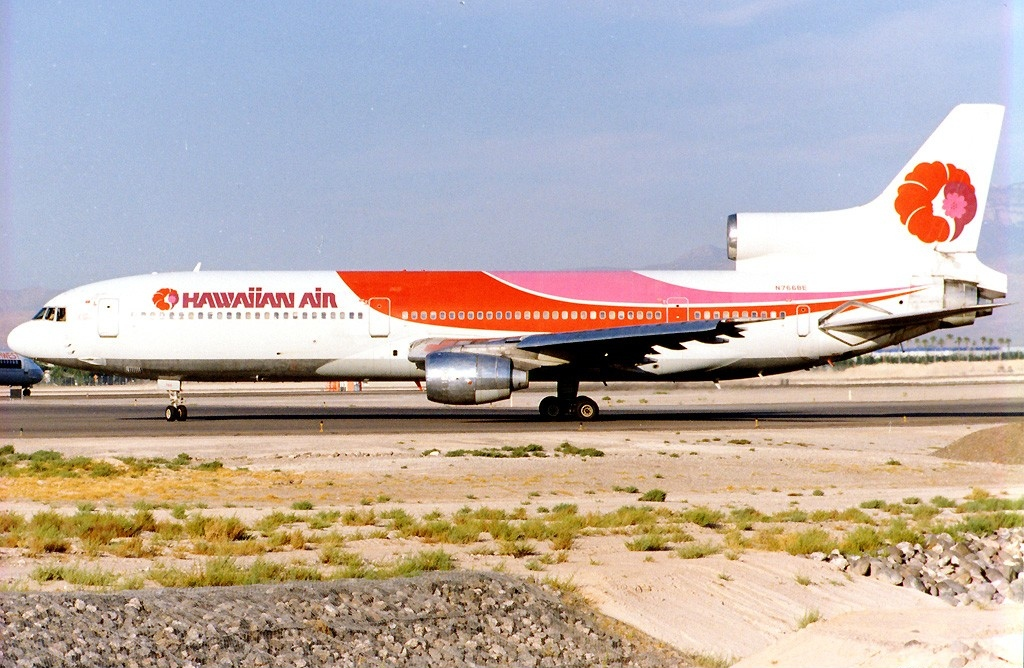
L-1011 トライスター（1991年）

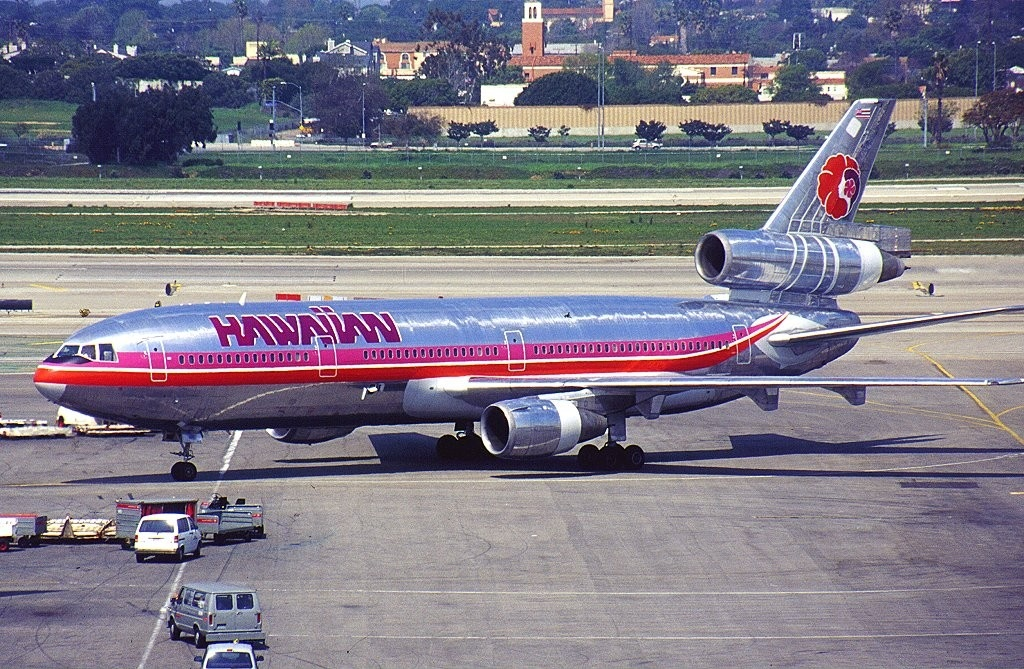
マクドネル・ダグラス DC-10（2001年）

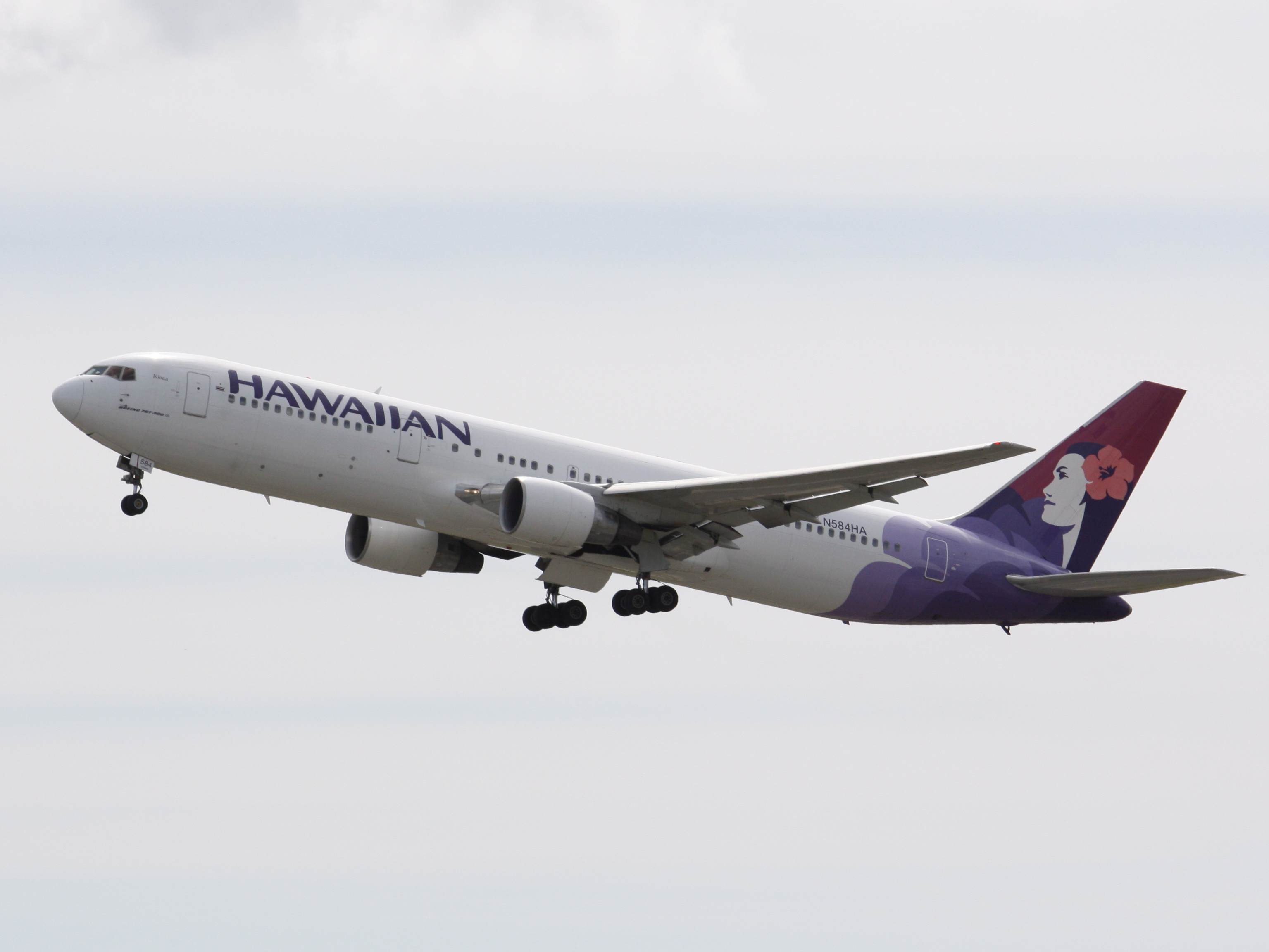
ボーイング767-300ER（2009年）

現在はエアバスを中心に新造機の導入を進めているが、以前はダグラスDC-8、DC-9、DC-10、L-1011の中古機材を導入することが多かった。L-1011退役後、アメリカン航空からDC-10-30を導入するが、アメリカン航空のベアメタルをベースに帯色はハワイアンのものに変えただけであった。
1960年代には、新造機の日本航空機製造YS-11を購入し島間輸送に就航させていた。その後島間輸送に就役してきたDC-9-51は殆ど欧米からの中古機材で、代替したボーイング717は半数は新造機だが、生産を中止したためオーストラリアから中古機材を調達している。
| 機材                                  | 保有数 | 運航年        | 備考                                                             |
| ------------------------------------- | ------ | ------------- | ---------------------------------------------------------------- |
| ベランカ CH-300                       | 1      | 1929 - 1933   | 遊覧飛行に使用                                                   |
| シコルスキー S-38                     | 4      | 1929 - 1942   | 水陸両用機                                                       |
| シコルスキー S-43                     | 4      | 1929 - 1942   |                                                                  |
| ダグラスDC-3                          | 13     | 1941 - 1966   |                                                                  |
| ビーチクラフト モデル 18              | 1      | 1947 - 不明   | チャーター・訓練用機                                             |
| コンベア340 コンベア440 コンベア640   | 13     | 1953 - 1973   |                                                                  |
| ダグラスDC-6                          | 4      | 1958 - 1969 ? |                                                                  |
| ビッカース バイカウント               | 2      | 1963 - 1964   |                                                                  |
| 日本航空機製造 YS-11                  | 3      | 1966 - 1967   |                                                                  |
| ダグラスDC-9-10                       | 5      | 1966 - 1971   | 初となるジェット機の導入                                         |
| ダグラスDC-9-30                       | 12     | 1968 - 1975 ? | ダグラス DC-9-50に置き換え                                       |
| ダグラスDC-9-50                       | 22     | 1975 - 2001   | ボーイング717-200に置き換え                                      |
| ショート 330                          | 3      | 1978 - 1980   |                                                                  |
| マクドネル・ダグラスMD-81             | 5      | 1981 - 1990   | ダグラスDC-9-50に置き換え                                        |
| デ・ハビランド・カナダ DHC-7          | 6      | 1981 - 1994   |                                                                  |
| ダグラスDC-8-62 ダグラスDC-8-63       | 3      | 1983 - 1993   | 内、2機が-62 内、1機が-63                                        |
| ロッキード L-1011 トライスター        | 5      | 1985 - 1994   | マクドネル・ダグラスDC-10に置き換え                              |
| マクドネル・ダグラスDC-10             | 14     | 1994 - 2003   | ボーイング767-300に置き換え                                      |
| ボーイング767-300 ボーイング767-300ER | 18     | 2002 - 2019   | エアバスA330に置き換え                                           |
| ATR 42-500                            | 7      | 2012 - 2021   | オハナ・バイ・ハワイアン、ハワイ州内運航便運航、コロナにより廃止 |

## 就航都市
| ハワイアン航空 就航都市（2019年12月現在） | ハワイアン航空 就航都市（2019年12月現在） | ハワイアン航空 就航都市（2019年12月現在）            | ハワイアン航空 就航都市（2019年12月現在） | ハワイアン航空 就航都市（2019年12月現在） |
| ----------------------------------------- | ----------------------------------------- | ---------------------------------------------------- | ----------------------------------------- | ----------------------------------------- |
| 国                                        | 都市                                      | 空港                                                 | 備考                                      |                                           |
| 北アメリカ                                |                                           |                                                      |                                           |                                           |
| アメリカ合衆国                            | ホノルル                                  | ダニエル・K・イノウエ国際空港                        | ハブ空港                                  |                                           |
| アメリカ合衆国                            | カフルイ                                  | カフルイ空港                                         | 準ハブ空港                                |                                           |
| アメリカ合衆国                            | コナ                                      | コナ国際空港                                         |                                           |                                           |
| アメリカ合衆国                            | リフエ                                    | リフエ空港                                           |                                           |                                           |
| アメリカ合衆国                            | ヒロ                                      | ヒロ国際空港                                         |                                           |                                           |
| アメリカ合衆国                            | フェニックス                              | フェニックス・スカイハーバー国際空港                 |                                           |                                           |
| アメリカ合衆国                            | ロサンゼルス                              | ロサンゼルス国際空港                                 |                                           |                                           |
| アメリカ合衆国                            | オークランド                              | オークランド国際空港                                 |                                           |                                           |
| アメリカ合衆国                            | サクラメント                              | サクラメント国際空港                                 |                                           |                                           |
| アメリカ合衆国                            | サンディエゴ                              | サンディエゴ国際空港                                 |                                           |                                           |
| アメリカ合衆国                            | サンフランシスコ                          | サンフランシスコ国際空港                             |                                           |                                           |
| アメリカ合衆国                            | サンノゼ                                  | ノーマン・Y・ミネタ・サンノゼ国際空港                |                                           |                                           |
| アメリカ合衆国                            | ラスベガス                                | マッカラン国際空港                                   |                                           |                                           |
| アメリカ合衆国                            | ポートランド                              | ポートランド国際空港                                 |                                           |                                           |
| アメリカ合衆国                            | シアトル                                  | シアトル・タコマ国際空港                             |                                           |                                           |
| アメリカ合衆国                            | ニューヨーク                              | ジョン・F・ケネディ国際空港                          |                                           |                                           |
| アメリカ合衆国                            | ボストン                                  | ジェネラル・エドワード・ローレンス・ローガン国際空港 | 2025年11月19日をもって運休予定            |                                           |
| アジア                                    |                                           |                                                      |                                           |                                           |
| 日本                                      | 東京                                      | 東京国際空港                                         |                                           |                                           |
| 日本                                      | 東京                                      | 成田国際空港                                         |                                           |                                           |
| 日本                                      | 大阪                                      | 関西国際空港                                         |                                           |                                           |
| 日本                                      | 福岡                                      | 福岡空港                                             | [ 32 ]                                    |                                           |
| 韓国                                      | ソウル                                    | 仁川国際空港                                         | 2025年11月21日をもって運休予定            |                                           |
| オセアニア                                |                                           |                                                      |                                           |                                           |
| オーストラリア                            | シドニー                                  | シドニー国際空港                                     |                                           |                                           |
| オーストラリア                            | ブリスベン                                | ブリスベン空港                                       |                                           |                                           |
| ニュージーランド                          | オークランド                              | オークランド国際空港                                 |                                           |                                           |
| フランス領ポリネシア                      | パペーテ                                  | パペーテ・タヒチ国際空港                             |                                           |                                           |
| アメリカ領サモア                          | パゴパゴ                                  | パゴパゴ国際空港                                     |                                           |                                           |
| 休廃止路線                                |                                           |                                                      |                                           |                                           |
| 日本                                      | 札幌                                      | 新千歳空港                                           |                                           |                                           |
| 日本                                      | 仙台                                      | 仙台空港                                             |                                           |                                           |
| 中国                                      | 北京                                      | 北京首都国際空港                                     |                                           |                                           |
| 中華民国                                  | 台北                                      | 台湾桃園国際空港                                     |                                           |                                           |
| フィリピン                                | マニラ                                    | ニノイ・アキノ国際空港                               |                                           |                                           |

### 国内線

#### 島間路線
ハワイ州の島々を結ぶインターアイランド路線を運航。ホノルル及びカフルイから、コナ・リフエ・ヒロへの定期便が運航されている。また、子会社オハナ('Ohana by Hawaiian)がエンパイア航空との間によって設立され、ホノルルとモロカイ島・ラナイ島とを結ぶインターアイランド路線を運航。
- ホノルル - カフルイ、コナ、リフエ、ヒロ
- カフルイ - コナ、リフエ、ヒロ

オハナ運航路線
- ホノルル - モロカイ、ラナイ
- カフルイ - モロカイ、コナ、ヒロ

#### アメリカ本土路線
アメリカ西海岸の主要都市及びニューヨーク・ボストンからホノルルへ、一部はカフルイとも結ばれている。2014年より、コナ・リフエとオークランド・ロサンゼルスを結ぶ路線を夏期季節便として運航予定。
- ホノルル - ニューヨーク/ジョン・F・ケネディ、シアトル、ポートランド（オレゴン州）、サクラメント、サンフランシスコ、オークランド（カリフォルニア州）、サンノゼ、ロサンゼルス、サンディエゴ、ラスベガス、フェニックス、ボストン
- カフルイ - シアトル、オークランド、サンノゼ、ロサンゼルス、ラスベガス
- コナ - オークランド（季節便）、ロサンゼルス（季節便）
- リフエ - オークランド（季節便）、ロサンゼルス（季節便）

### 国際線
主にホノルルからアジア・オセアニアを中心に運航。とりわけ、日本路線が多いのが特徴である。
- ホノルル - 東京/羽田、大阪/関西、福岡、ソウル/仁川、シドニー、ブリスベン、オークランド、タヒチ、サモア
- シアトル-東京/成田

## 提携
2025年5月現在

### 相互コードシェア
- アラスカ航空
- チャイナ エアライン
- 日本航空
- ジェットブルー航空
- 大韓航空
- ヴァージン・オーストラリア航空

### ハワイアン航空便のみコードシェア
- アメリカン航空
- デルタ航空
- フィリピン航空
- トルコ航空
- ユナイテッド航空

## 日本との関係

### 運航便
機材などの最新、詳細情報は公式サイトを参照。
| 便名       | 路線      | 路線           | 機材 | コードシェア | 備考 |
| ---------- | --------- | -------------- | --- | --- | --- |
| HA457/458  | 東京/羽田 | ホノルル       | エアバスA330-200 | AS、JL | |
| HA863/864  | 東京/羽田 | ホノルル       | エアバスA330-200 | AS、JL | |
| HA449/450  | 大阪/関西 | ホノルル       | エアバスA330-200 | AS、CL、JL | |
| HA827/828  | 福岡      | ホノルル       | エアバスA330-200 | AS、CL、JL | 2025年11月19日をもって運休予定                                                                                             |
| HA823/824  | 東京/成田 | シアトル       | エアバスA330-200 | AS | [ 38 ] |
| 過去の路線 |           |                | | | |
| 路線       | 路線      | 期間           | 撤退理由など | 撤退理由など | 撤退理由など |
| 東京/羽田  | コナ      | 2016/12-2020/3 | 新型コロナウイルスの感染拡大                                                                                               | 新型コロナウイルスの感染拡大                                                                                               | 新型コロナウイルスの感染拡大                                                                                               |
| 東京/羽田  | コナ      | 2023/10-2024/4 | 日本からハワイへの需要回復の遅れ                                                                                           | 日本からハワイへの需要回復の遅れ                                                                                           | 日本からハワイへの需要回復の遅れ                                                                                           |
| 東京/成田  | ホノルル  | 2016/7-2025-5  | 東京/成田-シアトル線開設に伴って運休。なお、需給調整のため、東京/羽田-ホノルル線が増便されている。                         | 東京/成田-シアトル線開設に伴って運休。なお、需給調整のため、東京/羽田-ホノルル線が増便されている。                         | 東京/成田-シアトル線開設に伴って運休。なお、需給調整のため、東京/羽田-ホノルル線が増便されている。                         |
| 新千歳     | ホノルル  | 2012/10-2020/3 | 2013/6-2015/9は仙台経由で運航していた。2020年3月に、コロナウイルスの感染拡大により撤退した。現在は無期限運休となっている。 | 2013/6-2015/9は仙台経由で運航していた。2020年3月に、コロナウイルスの感染拡大により撤退した。現在は無期限運休となっている。 | 2013/6-2015/9は仙台経由で運航していた。2020年3月に、コロナウイルスの感染拡大により撤退した。現在は無期限運休となっている。 |
| 仙台       | ホノルル  | 2013/6-2015/9  | 札幌-ホノルルの経由地として乗り入れていた。旅客数の伸び悩みのため撤退。                                                    | 札幌-ホノルルの経由地として乗り入れていた。旅客数の伸び悩みのため撤退。                                                    | 札幌-ホノルルの経由地として乗り入れていた。旅客数の伸び悩みのため撤退。                                                    |

※コードシェア
- AS-アラスカ航空
- CL-チャイナエアライン
- JL-日本航空
- TK-ターキッシュエアライン

### 日本との歴史
- 2006年12月 - 日本支社閉鎖。株式会社グローバルサービスに業務委託。
- 2010年11月19日、日本支社再開設。東京/羽田-ホノルル線を結ぶデイリー運航の定期便を運航開始[41]。
- 2011年10月12日、関西空港のA滑走路において、許可されていないにもかかわらず滑走路に進入し、着陸中のANA機が着陸復行した。重大インシデントに指定された。管制官は「Hold position (待機せよ)」と指示したものの、機長は「Position and hold (滑走路上で待機せよ)」の管制用語と聞き間違え、滑走路に入ったと述べている[42]。
- 2011年12月27日に全日本空輸とマイレージサービスの提携を開始し、2012年1月19日にコードシェアを開始。

- 2012年4月から2014年6月までの間、福岡-ホノルル路線を運航した[43]。需要低迷により撤退した[44]。
- 2012年10月、日本航空の撤退以来、9年ぶりに札幌/新千歳-ホノルル線に就航。
- 2013年6月26日、札幌-ホノルル線を仙台経由に変更[45]。
- 2015年9月30日、札幌-ホノルル線を再び直行便化し、仙台空港への運行を終了した[46]。
- 2016年7月から、東京/成田-ホノルル線を運行開始。
- 2016年12月21日から、週3便で羽田-コナ線を運航開始[41]。
- 2016年12月22日から、羽田-ホノルル線において、週7便運航の現在の便に加えて、週4便定期便を運航開始[41]。
- 2018年3月14日をもって全日本空輸との提携を終了し、日本での提携相手をワンワールドメンバーの日本航空に切り替えた。日本航空（JAL）とは業務提携し、その後はコードシェアのみならず同社と共同事業を行う[47]。更に2019年10月からは同じJALグループ傘下の日本トランスオーシャン航空とコードシェアを開始した。
- 2019年11月26日、福岡-ホノルル線を週4便で運行再開[48]。
- 2020年3月、新型コロナウイルスの影響で、日本路線全便を一時運休した[49]。
- 2020年10月3日、東京/成田-ホノルル線を再開。
- 2020年12月19日から大阪/関西-ホノルル線、12月21日から東京/羽田-ホノルル線の運航を再開した。東京/成田-ホノルル線を12月19日から週4便に増便した。
- 2023年4月30日、福岡-ホノルル線を週3便で運行再開[50]。
- 2023年10月29日、羽田-コナ線を再開[51]。
- 2024年4月3日から、羽田-ホノルル線の深夜便、羽田-コナ線を運休し、それに伴い、羽田空港の深夜早朝発着枠を返上した[39]。
- 2025年5月12日をもって成田-ホノルル線を運休し、翌2025年5月13日に、東京/成田-シアトル線を開設する予定[52]。同時に羽田-ホノルル線を週12便から週14便に増便予定。

### その他
- 1941年12月7日、ハワイアン航空9便が、飛行中に真珠湾にて日本軍の攻撃を受け出火した。銃弾の1つがコックピット内の消火器に命中し、鎮火。乗客乗員に怪我はなかった[53]。
- 1985年2月に、日本航空の「ハワイアンキャンペーン」の一環として、18名のハワイアン航空の客室乗務員が、日本航空の東京/羽田 - ホノルル線と大阪/伊丹 - ホノルル線に乗務した[54]。
- 2014年7月24日、東日本大震災によってオアフ島に漂着した岩手県下閉伊郡田野畑村の村営住宅の看板の返却を、ハワイアン航空441便仙台行を利用して無償輸送[55]。30日、田野畑村へ届けられた[56]。
- 2016年7月18日午前1時半ごろ、羽田空港発ホノルル空港行き458便（乗員13名乗客280名、A330-243：N395HA：2013年11月受領）が太平洋上空を飛行中、計器表示に油圧低下を示す異常が出たため羽田空港に引き返し、C滑走路（RWY34R）に緊急着陸、着陸の際に主脚のタイヤ8本中4本がパンク、ほか4本も一部損傷して滑走路上で停止したため、乗客降機後、Ｃ滑走路はタイヤ交換（6本）や機体から漏れたオイルの洗浄などを行うために閉鎖され、同日午前10時45分に再開した[57]。乗客280名はハワイアン航空による代替機（1458便、A330-243：N380HA)によって18日20時過ぎに再度出発した[58]。
- 2018年9月7日午後10時半頃、成田空港発ホノルル行き822便（乗員乗客277名、エアバスA330）が油圧系統のトラブルにより、羽田空港のC滑走路に緊急着陸した。オイル漏れが見られたため、誘導路上でエンジンを停止し、1時間半後に牽引車によって駐機スポットへ向かった。C滑走路は、オイル除去のため一時的に閉鎖された[59]。

- 2023年9月8日午後9時前羽田空港発ホノルル行き864便（乗員乗客264名A330）が乱気流に巻き込まれ緊急事態を宣言し午後10時すぎに羽田空港に緊急着陸した。乗員乗客6名が怪我をした。